# نرسه (فرمانده شاپور دوم)
نرسه یکی از فرماندهان نظامی ایرانی در زمان حکومت شاهنشاه شاپور دوم (حک. ۳۰۹–۳۷۹) ساسانی بود. به گفتهٔ امیانوس مارسلینوس در ۲۹ مه ۳۶۳ هنگامی که نیروهای ژولیان (حک. ۳۶۱–۳۶۳) تیسفون پایتخت ایران را محاصره کرده بودند، نرسه به همراه دیگر فرماندهان به نام‌های پیگران و سورنا شکست خوردند و مجبور شدند به داخل دیوارهای شهر فرار کنند. نرسه همچنین در سال ۳۵۷/۳۵۸ به عنوان فرستاده به دربار امپراتور کنستانتیوس دوم رفته بود.